# 养龙司镇
养龙司镇，是中华人民共和国贵州省貴陽市息烽县下辖的一个乡镇级行政单位。
2013年6月28日，贵州省人民政府批复同意撤销养龙司乡建制，设置养龙司镇，镇人民政府驻养龙司村。

## 行政区划
养龙司镇下辖以下地区：
养龙司社区、养龙司村、灯塔村、堡子村、高坡村、坪山村、幸福村、坝上村、江土村、龙门村、光华村、新桥村、荆江村、高硐村、茅坡村、龙塘村、大山村和蚂蝗村。